# Carnoy
Pour les articles homonymes, voir Carnoy (homonymie).
Carnoy est une ancienne commune française située dans le département de la Somme, en région Hauts-de-France.
Elle a fusionné le 1er janvier 2019 avec Mametz pour former la commune nouvelle de Carnoy-Mametz, dont elle est désormais une commune déléguée.

## Géographie
Le village est situé dans une vallée sèche, à proximité d'une voie romaine, sur la route d'Albert à Péronne.

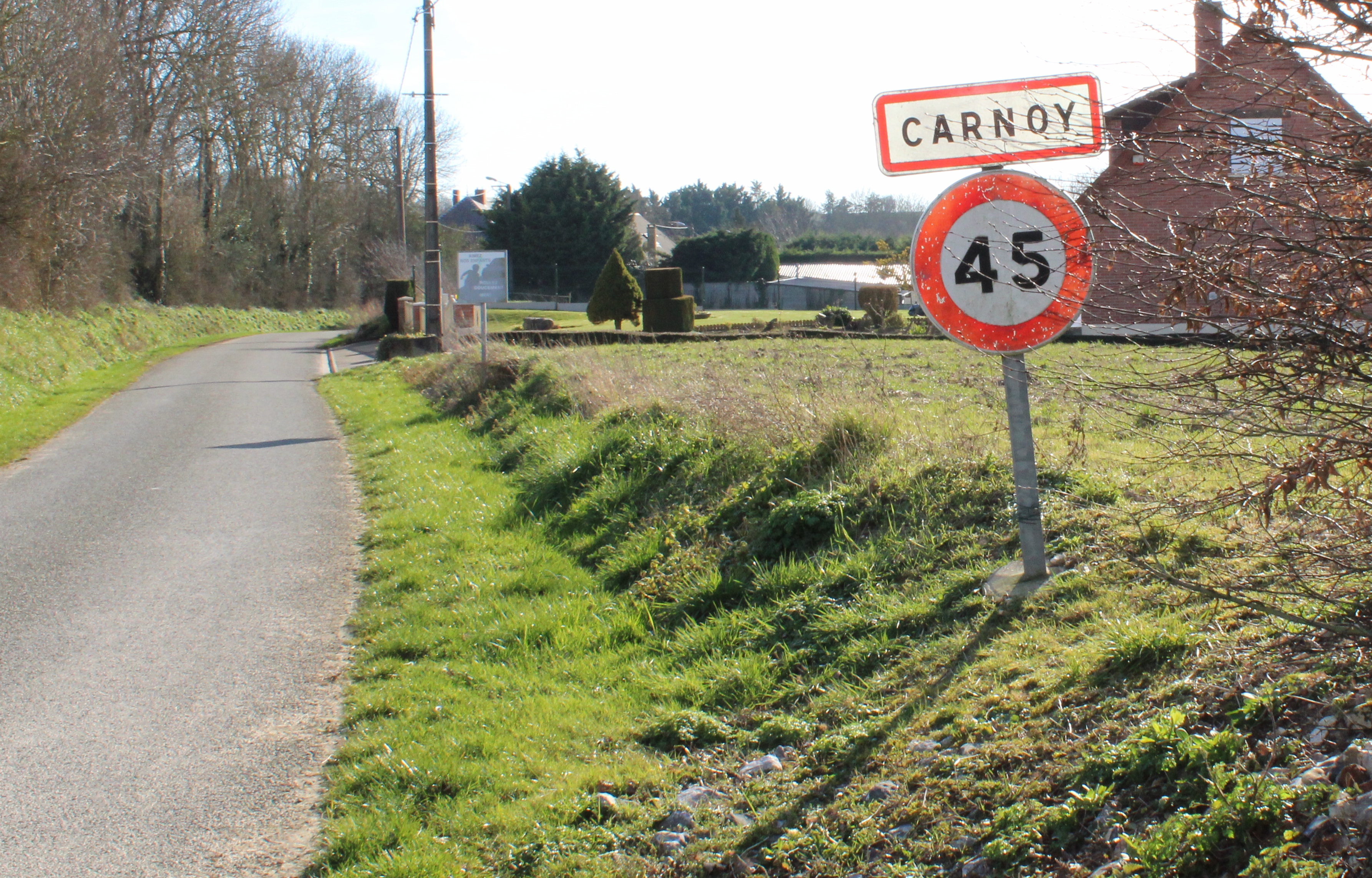
Entrée du village.

### Communes limitrophes
Avant la fusion de 2019, Carnoy jouxtait les communes suivantes :

### Transports en commun routiers
La localité est desservie par les autocars du réseau inter-urbain Trans'80, Hauts-de-France, (ligne no 46, Péronne - Cléry-sur-Somme - Albert), sauf le dimanche et les jours fériés.

## Toponymie
Le nom de la localité est attesté sous les formes Carnai en 1184 ; Karnoi en 1214 ; Carnoia en 1225 ; Carnois en 1567 ; Carnoy en 1648 ; Curnoy en 1696 ; Carnoi en 1733.
Ce toponyme représente un dérivé de l'ancien picard carne, forme dialectale de  Charme, désigne un lieu planté de charmes, arbre caractéristique du domaine.

## Histoire
Le village fut ruiné par les Huns lors des Invasions barbares, au milieu du Ve siècle.
Au Haut Moyen Âge, le village était situé plus à l'ouest, au lieu-dit « Les Vièzattès »,  et fut reconstruit à son emplacement actuel par la suite.

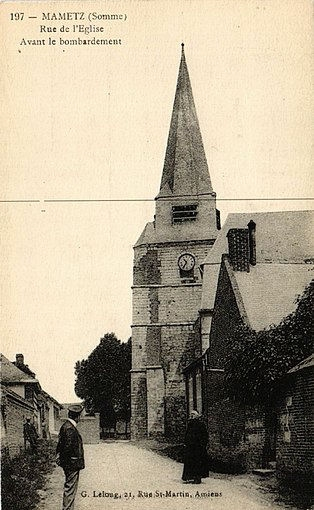
Carte postale de l'ancienne église avant 1914.

### XIXe siècle
En 1899, le village est desservi par la ligne d'Albert - Ham de chemin de fer secondaire à voie métrique, facilitant ainsi les déplacements des habitants et l'acheminement de leurs productions. Une halte avec abri pour les voyageurs dessert la localité. Elle était située derrière le cimetière militaire. La ligne cesse d'être exploitée en 1949.
Avant la Première Guerre mondiale, l'activité de Carnoy était principalement agricole, avec sept agriculteurs et trois cafés.

### Première Guerre mondiale
Le village se trouvait sur la ligne de front de la Bataille de la Somme en 1916.
Le 1er juillet 1916, premier jour de la Bataille, le capitaine britannique Nevill  envoya quatre ballons de football dans le no man's land, en demandant à ses jeunes soldats (pour la plupart âgés de 18 ou 19 ans), de shooter dedans en direction des tranchées allemandes. Il est mort dans les premières minutes de l'assaut sous un déluge de feu, ainsi que nombre de ses hommes Un des ballons est déposé au musée national de l'armée de Londres et un autre au musée du Queen's Regiment Howe Barracks Canterburey dans le Kent.
Un poste de secours allié a été implanté au nord du village pendant la Bataille de la Somme.
Le village est considéré comme détruit à la fin de la guerre, et a  été décoré de la Croix de guerre 1914-1918, le 27 octobre 1920.
Fusion de communes
À la suite de la proposition du maire de Carnoy, dont la faible population (105 habitants)  rendait difficile ne serait-ce que la constitution d'une liste de 11 candidats aux élections municipales ou la gestion minimale de chaque collectivité (élaboration d'un budget, les listes électorales...), outre l’incitation budgétaire offerte par l'État pendant trois ans, celle-ci fusionne avec Mametz pour former, le 1er janvier 2019 la commune nouvelle de Carnoy-Mametz,.
Carnoy est désormais une commune déléguée de Carnoy-Mametz.

## Politique et administration

### Rattachements administratifs et électoraux
Carnoy se trouve dans l'arrondissement de Péronne du département de la Somme. Pour l'élection des députés, elle fait partie depuis 2012 de la sixième circonscription de la Somme.
Elle faisait partie depuis 1793 du canton de Combles. Dans le cadre du redécoupage cantonal de 2014 en France, Carnoy intègre le canton d'Albert, jusqu'à la fusion de 2019.

### Intercommunalité
La commune a fait partie de la communauté de communes du canton de Combles, créée fin 1993 et intégrée a la Communauté de communes de la Haute-Somme le 1er janvier 2013. Toutefois, Carnoy s'est retrouvée membre de la  communauté de communes du Pays du Coquelicot jusqu'à la fusion de 2019.

### Liste des maires successifs
| Période                                  | Période       | Identité          | Étiquette | Qualité |
| ---------------------------------------- | ------------- | ----------------- | --------- | ------- |
| Les données manquantes sont à compléter. |               |                   |           |         |
| avant 1995                               | 2008          | Georges Haudiquet | DVD       |         |
| mars 2008                                | décembre 2018 | Colette Duriez    | SE        |         |

| Période      | Période  | Identité       | Étiquette | Qualité |
| ------------ | -------- | -------------- | --------- | ------- |
| janvier 2019 | En cours | Colette Duriez | SE        |         |

## Population et société

### Démographie
L'évolution du nombre d'habitants est connue à travers les recensements de la population effectués dans la commune depuis 1793. Pour les communes de moins de 10 000 habitants, une enquête de recensement portant sur toute la population est réalisée tous les cinq ans, les populations de référence des années intermédiaires étant quant à elles estimées par interpolation ou extrapolation. Pour la commune, le premier recensement exhaustif entrant dans le cadre du nouveau dispositif a été réalisé en 2008.

En 2016, la commune comptait 100 habitants, en évolution de −9,91 % par rapport à 2010 (Somme : −1,26 %, France hors Mayotte : +2,11 %).
| 1793 | 1800 | 1806 | 1821 | 1831 | 1836 | 1841 | 1846 | 1851 |
| ---- | ---- | ---- | ---- | ---- | ---- | ---- | ---- | ---- |
| 120  | 148  | 150  | 160  | 161  | 153  | 142  | 140  | 138  |

| 1856 | 1861 | 1866 | 1872 | 1876 | 1881 | 1886 | 1891 | 1896 |
| ---- | ---- | ---- | ---- | ---- | ---- | ---- | ---- | ---- |
| 127  | 129  | 134  | 129  | 118  | 106  | 106  | 109  | 130  |

| 1901 | 1906 | 1911 | 1921 | 1926 | 1931 | 1936 | 1946 | 1954 |
| ---- | ---- | ---- | ---- | ---- | ---- | ---- | ---- | ---- |
| 125  | 111  | 97   | 25   | 70   | 72   | 84   | 73   | 82   |

| 1962 | 1968 | 1975 | 1982 | 1990 | 1999 | 2006 | 2008 | 2013 |
| ---- | ---- | ---- | ---- | ---- | ---- | ---- | ---- | ---- |
| 72   | 82   | 74   | 83   | 98   | 85   | 106  | 110  | 106  |

| 2016 | - | - | - | - | - | - | - | - |
| ---- | - | - | - | - | - | - | - | - |
| 100  | - | - | - | - | - | - | - | - |

### Manifestations culturelles et festivités
- Fête de la commune : Dimanche après le 14 juillet[3].

## Économie
Carnoy est un village rural.
En 2015, un artisan, une infirmière, un aviculteur et deux cultivateurs y exerçaient leur activité. Une base d'entretien des cimetières du Commonwealth et un commerçant étaient également présents dans le village.

## Culture locale et patrimoine

### Lieux et monuments
- En 1899, un très gros tilleul, âgé de plusieurs siècles, se  trouvait à l'intersection de l'ancienne voie romaine avec le chemin de Carnoy à Bray-sur-Somme[1].

- Église Saint-Vaast[17], dont le chœur avait été reconstruit en 1727, totalement détruite pendant la Première Guerre mondiale[18]. et reconstruite en 1925 [3] par l'architecte Gaston Castel avec un mobilier art-déco[19].

- Cimetière militaire britannique de Carnoy (Military cemetery Carnoy)  a été érigé en août 1915 par le 2d King's Own Scottish Borderers et le 2d King's Own Yorkshire Light Infantry, juste derrière les lignes britanniques. Il contient huit cent cinquante-cinq tombes de combattants, essentiellement morts au cours de la bataille de la Somme au poste de secours. Le corps de soldats allemands tués lors de l'offensive de mars 1918 y a également reposé, avant d'être exhumés en 1924 pour être très certainement inhumés dans la nécropole allemande de Fricourt[4]

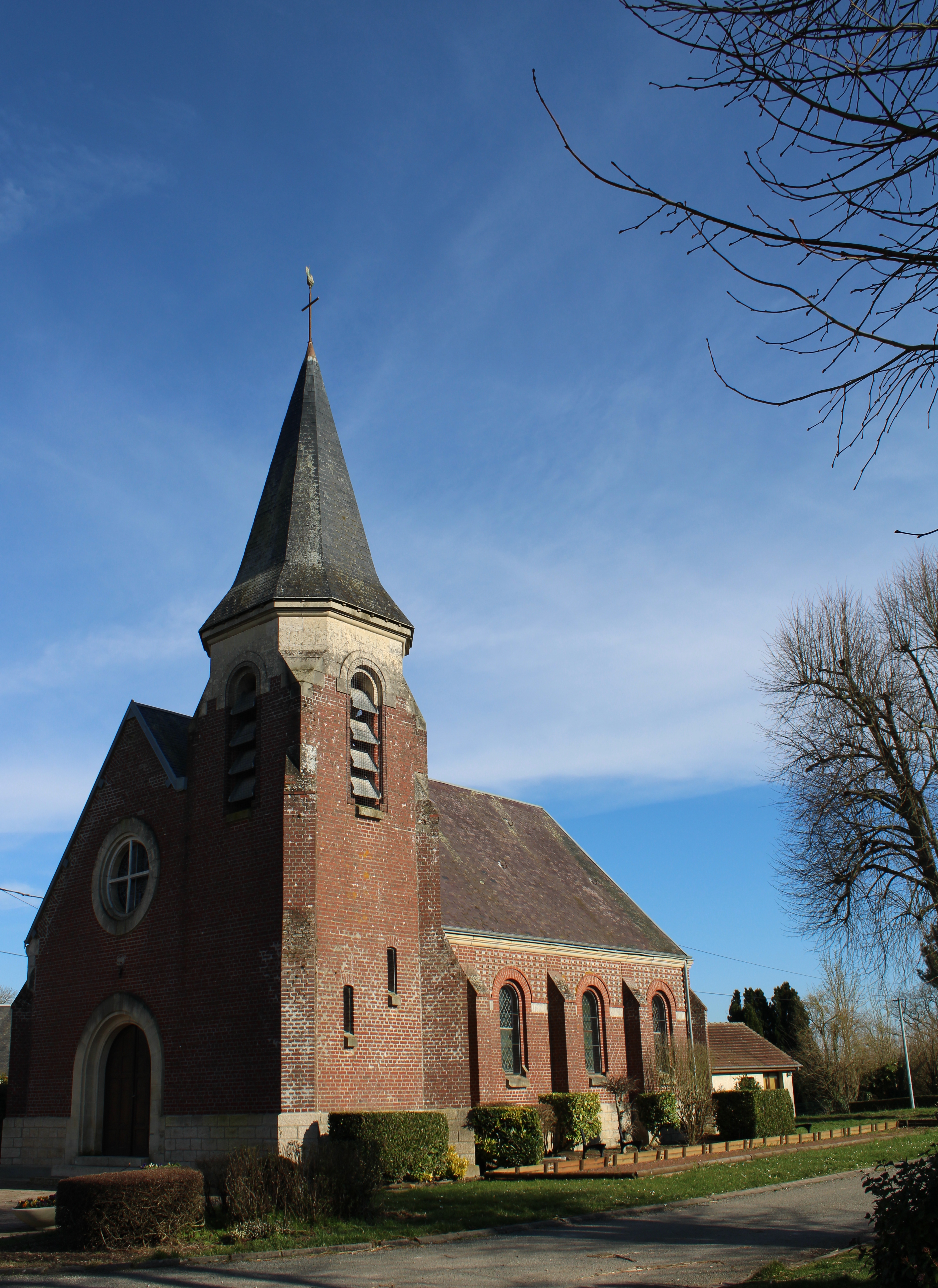
L'église Saint-Vaast.
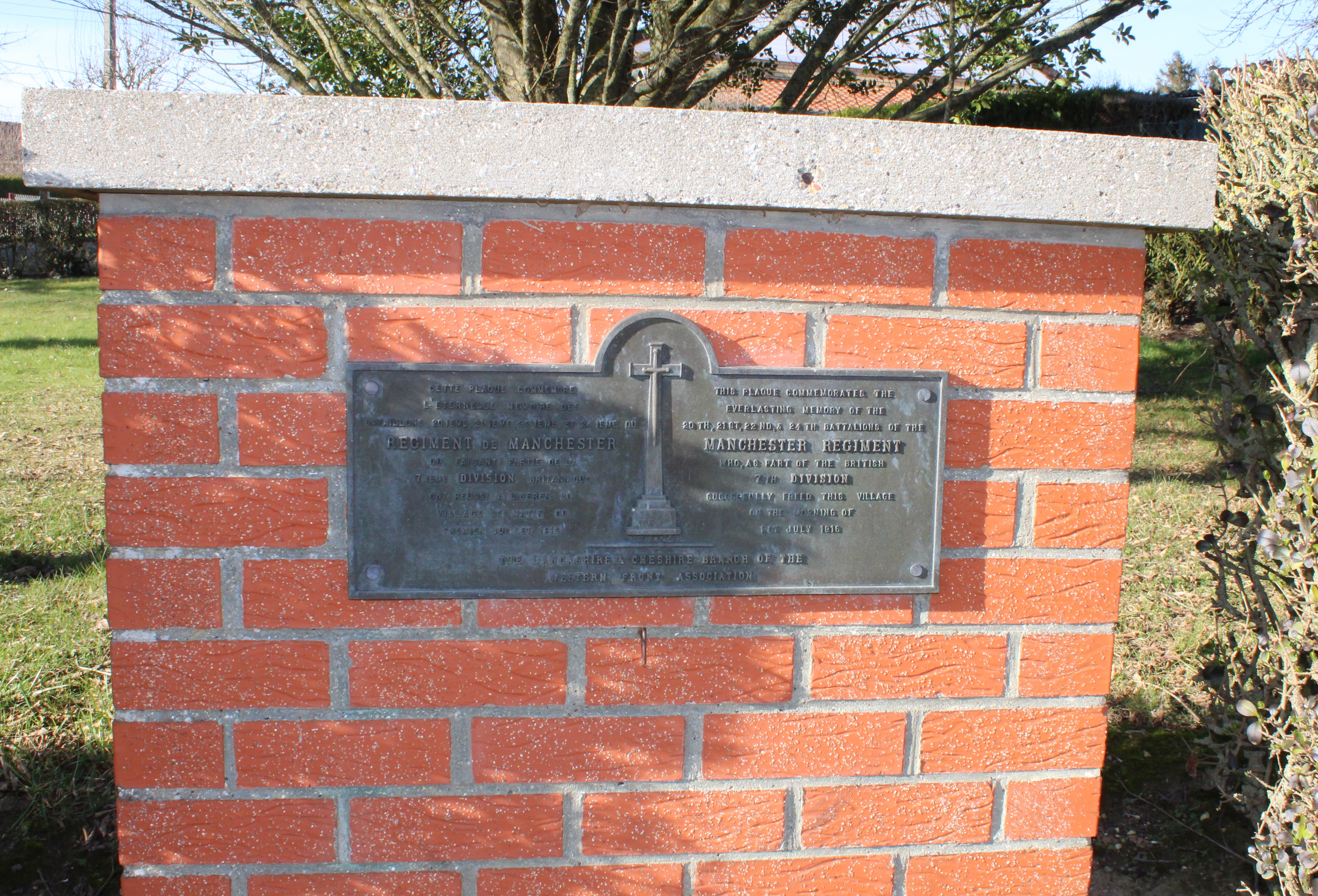
Monument hommage aux soldats du Manchester Regiment qui ont libéré le village le 1er juillet 1916, premier jour de la bataille de la Somme.
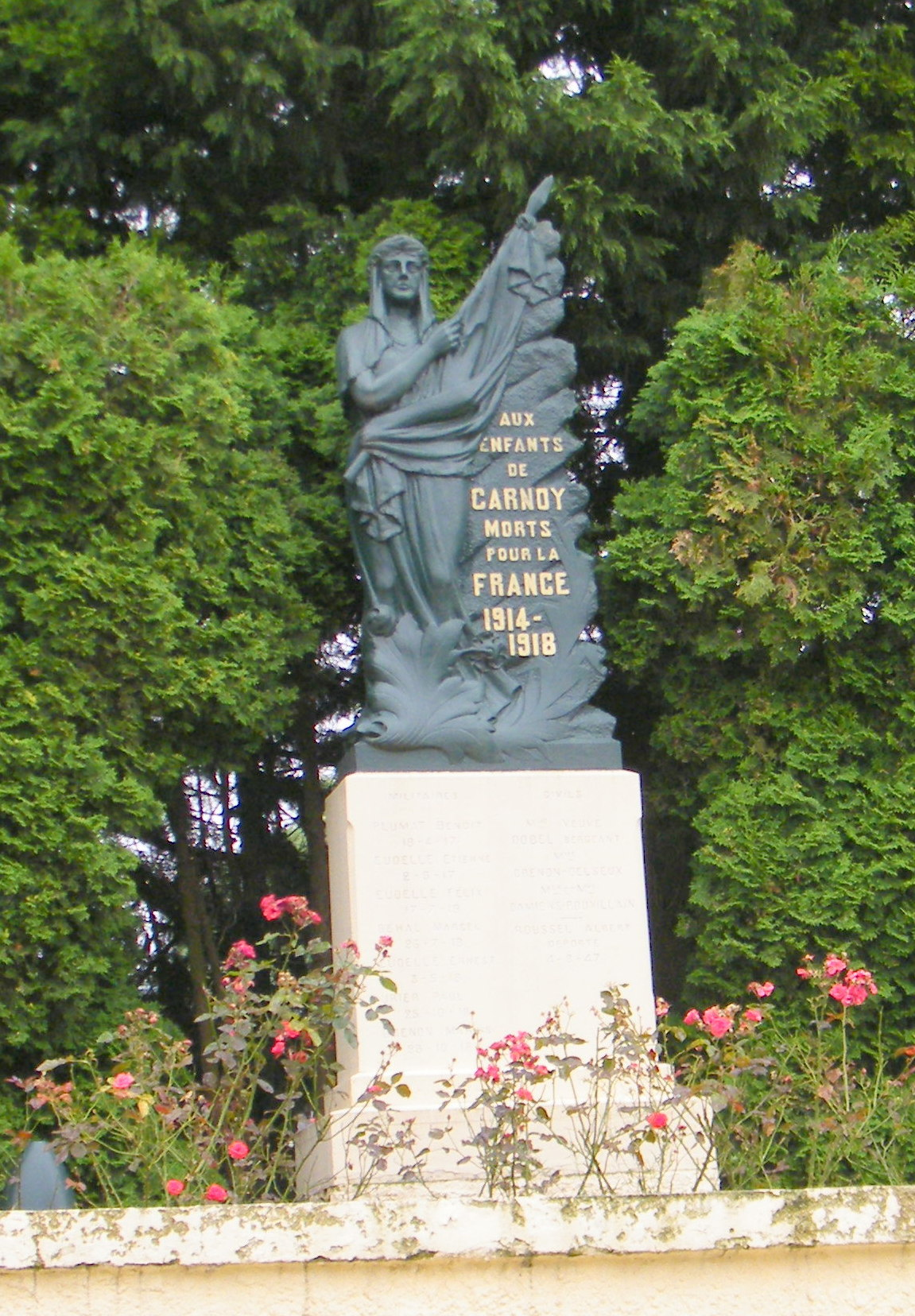
Le monument aux morts.
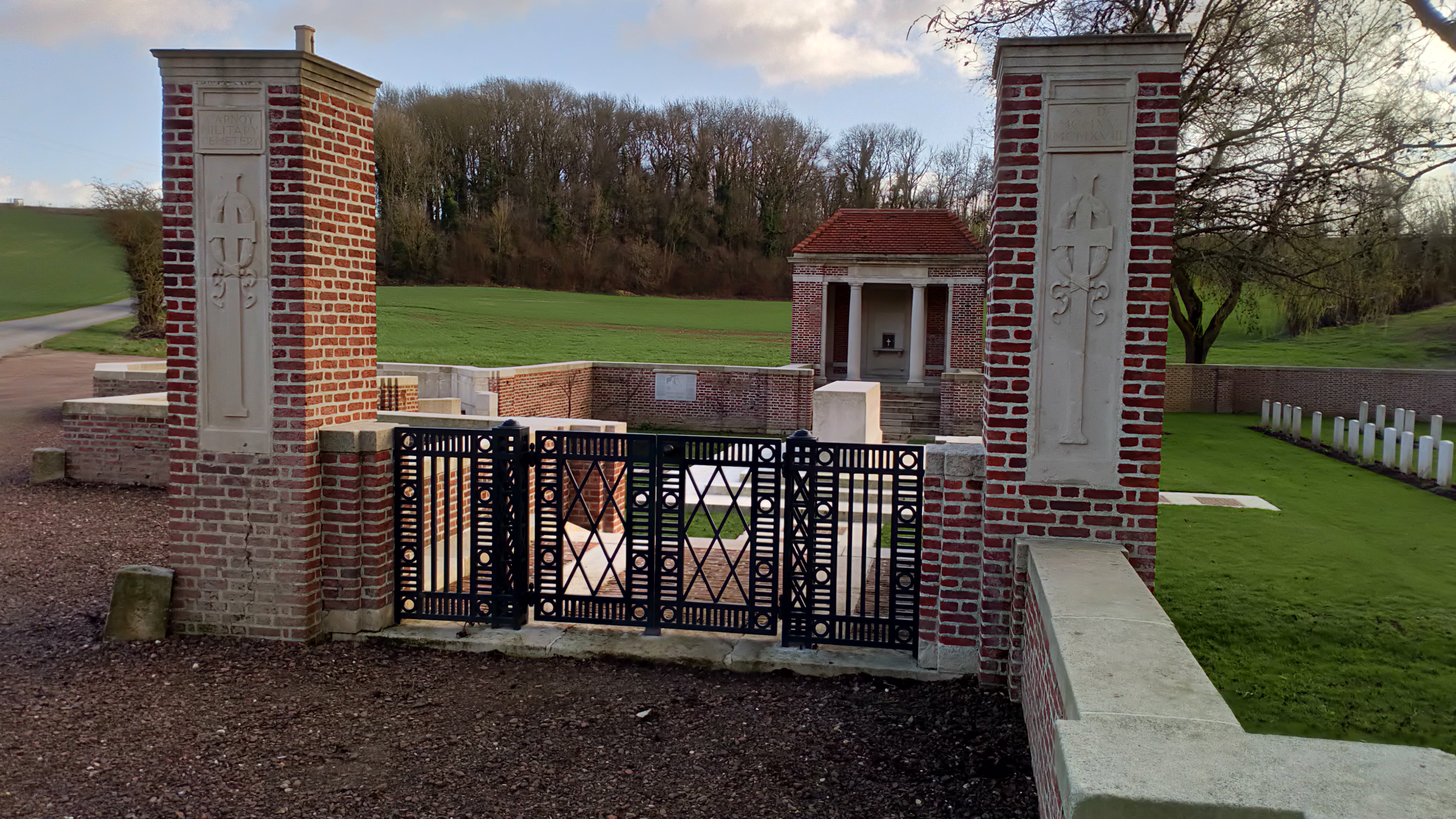
Cimetière militaire britannique.

### Personnalités liées à la commune
- Le coureur cycliste François Blin, né le 12 avril 1910 à Avion, y est mort le 28 juillet 1987.